# La Reforma (norra Misantla)
La Reforma är en ort i Mexiko.   Den ligger i kommunen Misantla och delstaten Veracruz, i den sydöstra delen av landet, 240 km öster om huvudstaden Mexico City. La Reforma ligger 16 meter över havet och antalet invånare är 513.
Terrängen runt La Reforma är platt åt nordväst, men åt sydost är den kuperad. Runt La Reforma är det ganska tätbefolkat, med 144 invånare per kvadratkilometer. Närmaste större samhälle är Martínez de la Torre, 15,4 km väster om La Reforma. Omgivningarna runt La Reforma är en mosaik av jordbruksmark och naturlig växtlighet.